# Adelina Budăi-Ungureanu
Adelina Budăi-Ungureanu (Botosani, 29 luglio 2000) è una pallavolista romena, schiacciatrice della Megavolley.

## Carriera

### Club
Originaria di Botoșani, la sua carriera inizia nella Divizia A2 nell'Universitatea Timișoara, squadra con la quale si aggiudica il campionato.
Nella stagione 2017-18 approda in Divizia A1 dove difende i colori del Dinamo Bucarest, la stagione successiva invece è ingaggiata dal CSM Bucarest.
Nella stagione 2019-2020 approda in Serie A1 dove entra a far parte del Cuneo Granda, dopo un biennio a Cuneo, per l'annata 2020-21 si trasferisce alla UYBA, sempre nella massima serie italiana. 
Dopo una sola stagione si trasferisce alla neo-promossa Pinerolo, dove raggiunge la salvezza all'ultima giornata. Per il campionato 2024-25 si accasa alla Black Angels Perugia, mentre in quello successivo firma per la Megavolley, sempre in Serie A1.

## Palmarès

### Nazionale (competizioni minori)
- European Silver League femminile 2019
- European Golden League femminile 2023
- European Golden League 2025